# Wang Ming
Wang Ming (en chino, 王明; pinyin, Wáng Míng; Jinzhai, 23 de mayo de 1904 - Moscú, 27 de marzo de 1974) fue un líder de los inicios del Partido Comunista de China (PCCh) así como cabeza pensante del famoso grupo de los 28 bolcheviques. Wang fue también un importante rival político de Mao Zedong durante la década de 1930, en oposición a Mao de las líneas del Comintern y de las líneas ortodoxas marxistas-leninistas. Wang alaba al intelectualismo y dogmatismo extranjero que Mao critica en sus ensayos En la práctica y Sobre la Contradicción. La competición entre Wang y Mao fue un reflejo de la lucha de poder entre la Unión Soviética, a través del Comintern, y el PCC por el control de la dirección y el futuro de la revolución china.

## Primeros años
Nació el 23 de mayo de 1904 en Jinzhai, Anhui, como Chen Shaoyu (陈绍禹) en el seno de una familia de campesinos pobres. En 1920, entró en la Escuela Elementaria Zhicheng del condado de Gushi. Wang entonces entró en la Tercera Escuela Agrícla de la Provincia de Anhui, que fue fundado por el revolucionario Zhu Yunshan. Zhu tenía una fuerte influencia sobre los estudiantes de la escuela, presentando muchos periódicos progresistas y libros como Nueva Juventud y ABC del Comunismo. En la escuela, Wang encontraría otra fuerte figura influyente en su vida, A Ying (Qian Xinchun), su profesor. A Ying le explicaría a Wang sobre Lenin y Chen Duxiu. 
Durante sus años de escuela, Wang estuvo activo en el movimiento político. Dirigió boicots contra los productos japoneses y contra las elecciones corruptas. Tras su graduación en 1924, Wang se enroló en la Escuela de Negocios Wuchang, donde estudió por un año. allí publicó varios artículos sobre la revolución y el comunismo. Ese mismo día se unió al movimiento del Treinta de Mayo, que se involucraba en protestas y huelgas contra el imperialismo durante la Expedición del Norte en Wuchang. En verano de 1924, Wang se unió al PCC.

## De Moscú a Shanghái
En noviembre de 1925, el PCC envió a Wang a la Universidad Sun Yat-sen de Moscú en Rusia, fundada por el nacionalista chino Sun Yat-sen. Durante ese tiempo, Wang aprendió tanto ruso como la teoría marxista-leninista. Fue también en este período cuando Wang encontró su primer gran adversario político, Ren Zhuoxuan. Ren fue nombrado secretario de la rama del PCC de los estudiantes de la Universidad. Finalmente la elocuencia de Wang prevaleció sobre el estilo autoritario de Wang en varios debates. Consecuentemente, en abril de 1926, Wang fue elegido presidente de la rama de estudiantes de la Universidad del PCC. Tras la elección, Pavel Mif, el vicepresidente de la Universidad, se quedó encantado con Wang. En enero de 1927, cuando Mif fue a China como jefe de la delegación soviética, Wang fue su intérprete.
Tras el divorcio del PCC con el Kuomintang en 1927, Wang y Mif acudieron al 5.º Congreso Nacional en Wuhan, después del cual Wang se convertiría en Secretario del PCC para el Departamento de Propaganda Chino por dos meses. Wang fue asimismo editor a tiempo parcial del periódico Guía donde publicó unos pocos artículos. Tras el golpe de Wuhan del 15 de julio, Wang regresó a Moscú con Mif.
Tras la purga de Karl Radek por Stalin, Mif fue nombrado Presidente de la Universidad Sun Yat-sen de Moscú y viceministro del Departamento Oriental del Comintern. Por este servicio y su lealtad, Wang se convirtió en el protegido de Mif. Juntamente con otros activistas como Zhang Mintian, Bo Gu y Wang Jiaxiang, Wang Ming fundó el grupo de los 28 Bolcheviques. Se denominaron como comunistas ortodoxos.
En 1929, Wang, juntamente con el resto de los 28 bolcheviques, fue enviado a China con el propósito de hacerse con el liderazgo del PCC. Sin embargo, encontraron fuerte resistencia por en este partido por parte de miembros como Zhang Guotao y Zhou Enlai. No es de sorprender que les dieran posiciones insignificantes. Mientras tanto, Wang empezó a salir con una miembro de los 28 Bolcheviques, Meng Qingshu, que sería más tarde su esposa. Wang fue transferido al Departamento de Propaganda del PCC, del que Li Lisan era el responsable. Durante sis meses entre 1929 y 1930, Wang publicó muchos artículos en el periódico del partido Bandera Roja y la revista Bolchevique que apoyaban el izquierdismo abrazado por Li. En 1930, cuando Wang esperaba una reunión secreta en Shanghái, fue arrestado. Pero Wang tuvo suficiente suerte para que la policía secreta del Kuomintang no supiera de quién se trataba, ni del valor que podía tener ese joven para ellos. Wang sería al cabo liberado tras comprar a los guardias.
Wang fue transferido al Sindicato Central del PCC tras su liberación. Aunque Wang era un izquierdista y abogaba por el dogma comunista estrictamente en esencia, sus creencias eran diferentes de las de Li. Wang era más estricto sobre el tema y se limitaba a los dogmas de los libros de texto marxistas y las políticas del Comintern. Encontraría rápidamente una alianza entre los viejos miembros del PCC, activistas sindicales como He Mengxiong (何孟雄), Lin Yunan (林育南, un pariente de Lin Biao) contra Li. En una reunión, Wang discutió con Li y le ofendió. Como castigo por haber sido impulsivo e inmaduro, Wang fue depuesto de su posición y degradado a la división de Jiangsu del PCC.
En agosto de 1930, Zhou Enlai y Qu Qiubai fueron enviados por el Comintern de vuelta a China para corregir el izquierdismo de Li, siendo este llamado a Moscú para que se arrepintiera y perdiera su poder. En diciembre del mismo año, Mif fue a China como enviado del Comintern. Con el fuerte apoyo de su mentor, Wang y sus 28 Bolcheviques asociados entraron en el centro de poder del PCC en la 4.ª Reunión Plenaria del 6.º Congreso Nacional del PCC, llamando tanto a Li como a otros viejos miembros del partido como He and Luo Zhanglong (罗章龙) como disidentes. 
De todos los así llamados 28 bolcheviques, solo Wang fue elegido miembro del politburó del PCC. No era un Comisionado del Comité Central del PCC todavía, lo que era un prerrequisito para ser un miembro del politburó bajo el sistema propuesto por el mismo Wang. Con Mif en China por casi un año, el PCC estaba bajo su control, y Wang jugó un importante rol como su consejero. Aunque Xiang Zhongfa era el Secretario General, fue manipulado por Mif y Wang. Mientras He y Luo estaban todavía actuando para crear otro grupo para divorciarse de este centro, sufrieron una importante pérdida: He y más de 30 miembros antiguos fueron arrestados por el KMT en una reunión secreta. He y otros 24 fueron más tarde ejecutados. Hubo un rumor de que Wang les vendió para purgar a los disidentes, pero esta acusación era carente de bases y sin ninguna prueba fuerte. La única certeza es que Wang se benefició de este misterioso incidente.
No mucho más tarde, con el arresto de Gu ShunZhang (顾顺章), que estaba a cargo de la seguridad del PCC, muchos miembros veteranos como Xiang y Yun Daiying (恽代英) fueron arrestados y ejecutados. Wang volvió a Moscú con su mujer con una excusa médica. Tras la partida de Wang, bajo la dirección de Zhou Enlai, un politburó en funciones fue creado en Shanghái. Zhou, Zhang Mintian, Bo Gu, Kang Sheng, Chen Yu y Lu Futan (卢福坦) y Li Zhusheng (李竹声) fueron elegidos para estar a cargo del trabajo diario del PCC. Entre esta gente, Zhang, Bo Gu y Li eran miembros de los 28 bolcheviques y socios cercanos de Wang, por lo que Wang podía ejercer control remoto sobre el PCC a través de sus socios. Además, Kang y Chen fueron a su encuentro y se convirtieron en sus partidarios en Moscú varios años después. Tanto Lu como Li se pasarían más tarde al Kuomintang.

## De Moscú a Yan'an
De noviembre de 1931 a noviembre de 1937, Wang trabajó y vivió en Moscú como Director de la delegación del PCC en el Comintern. Durante ese periodo fue elegido como Comisionado Ejecutivo, miembro del Presidium, y General Alternativo del Comintern. Esto indica su importancia y popularidad en el Comintern.

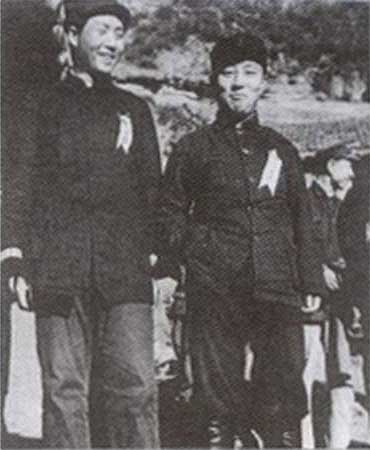
1937, Mao Zedong (izquierda) Wang Ming (derecha) en Yan'an.

Fue también en este periodo, bajo la dirección de Bo Gu, que el PCC sufrió importantemente a manos del Kuomintang, tanto en las ciudades como en el campo. Esto condujo a una retirada general del PCC al distante campo, la llamada Larga Marcha. En la Conferencia de Zunyi, los 28 Bolcheviques se disolvieron. Los miembros clave del grupo — Zhang Mintian, Wang Jiaxiang, y Yang Shangkun — se pasaron al campo de Mao Zedong. Además, Mao había reemplazado a Bo Gu como jefe del aparato militar, dato que era desconocido a Wang y al Comintern. Con la consolidación del poder de Mao, se convirtió en el líder mayor del PCC, incluso aunque Zhang Wentian fue oficialmente nombrado Secretario General del PCC en la Conferencia de Zunyi.
En 1931, el Imperio del Japón invadió con éxito las tres provincias que formaban la Manchuria china. Wang hizo su contribución a China con una conferencia sobre el frente unido contra el imperialismo en el 7.º Congreso del Comintern de 1935. En agosto de 1935, la delegación del PCC en el Comintern publicó el Manifiesto del 1º de Agosto, que llamaba a los chinos a unirse contra Japón. El mismo mes, otra delegación sostuvo encuentros para discutir el frente unido contra el imperialismo. En la reunión, Wang apuntó que el archienemigo de China era Japón, no Chiang Kai-shek, y que era posible para los revolucionarios chinos establecer una alianza con él.
Tras esto, la delegación envió a Zhang Hao (张浩), cuyo nombre real era Lin Yuying (林育英), también pariente de Lin Biao y un veterano trabajador activista del PCC, de vuelta a Yan'an a anunciar la decisión de esta reunión. En la reunión del politburó del PCC (Reunión de Wayaobao 瓦窑堡会议) en diciembre, se tomó la decisión de crear un frente unido contra la acción japonesa, pero todavía se sostenía que Chiang era el archienemigo de la revolución, tanto como Japón. En 1936 el Secretariado del Comintern publicó un telegrama al Secretariado del PCC para apuntar el error de nombrar a Chiang junto a Japón como los archienemigos de la revolución china, y que era necesario contar con el ejército de Chiang en la guerra contra Japón.
Con la sucesión del Incidente de Xi'an en 1936, el Incidente del Puente de Marco Polo y el Incidente del Aeropuerto de Shanghái Hongqiao de 1937, la guerra general entre Japón y China era inevitable. El plan de Wang para un frente unido contra Japón estaba abajo construcción, convirtiéndose el Ejército Rojo del PCC en el Octavo Ejército de Ruta y el Nuevo Cuarto Ejército luchando contra Japón.
Wang, Kang Sheng y Chen Yu fueron enviados de vuelta a Yan'an tras seis años de ausencia de China para controlar el Frente Unido. Tras el regreso de Wang, Mao expresó su respeto por Wang como enviado del Comintern y por su gran influencia en llevar adelante el concepto del Frente Unido contra Japón. Posiblemente Mao quería dirigirse al Comintern y a la Unión Soviética tras Wang, de la que Mao necesitaba desesperadamente apoyo monetario y armamentístico. Así que cuando Wang llevó adelante una nueva lista de líderes del PCC, Mao mostró su humildad poniendo a Wang en la primera posición. Wang degradó a su antiguo aliado Zhang Wentian del número 1 al número 7, lo que debilitó su propio campo y le creó nuevos oponentes al llevar a Zhang al grupo de Mao.
Wang, Kang y Chen fueron elegidos en el nuevo politburó, el primero como Secretario del Secretariado del Comité Central del PCC, que se encargaba de las operaciones diarias del cuartel general del PCC. Chen estaba a cargo de la organización y Kang a cargo de la seguridad, pero tanto Chen como Kang se pasaron al bando de Mao, por lo que, como resultado, Wang perdió dos importantes partidarios potenciales. Además, cuando Wang pasó por Sinkiang durante su viaje a China, ordenó a Deng Fa, el notorio jefe de seguridad del PCC, arrestar a los líderes veteranos del PCC Yu Xiusong, Huang Cao, Li Te y otros dos, que habían sido sus oponentes anteriormente y trabajaban ahora para el señor de la guerra Sheng Shicai bajo la dirección del PCC. Cinco de ellos fueron torturados y ejecutados en la prisión de Sheng, acusados de ser trotskistas. Cuando Wang le comentó a Zhang Guotao este trabajo sucio, Zhang, que era considerado como un disidente, se irritó mucho, porque había conocido a esos viejos miembros del PCC bastante bien y estaba preocupado por ser perseguido él mismo. Tras este incidente, Zhang se enfadó con Wang y nunca más le daría apoyo.
Cuando Wang volvió a Yan'an, fue admirado por la mayoría de los miembros del PCC como un talento del marxismo por su erudición y profundas aproximaciones en el marxismo y leninismo. Algunos líderes veteranos del PCC, incluyendo a Zhou Enlai y Peng Dehuai, mostraron su respeto por Wang, lo que irritó y puso celoso a Mao.
Por añadidura, Wang comenzó a mostrase en desacuerdo con Mao en asuntos principales sobre el Frente Unido. Wang creía que todo el trabajo del PCC sería llevado a cabo en el entramado del Frente Unido, sin embargo, Mao apuntaba que el PCC debía de mantener su independencia del Frente Unido. Con la intención de reforzar sus políticas, Wang cometió el error de dejar la posición de Secretario del PCC a cargo de las operaciones diarias del cuartel general del PCC, y se quedó la posición de Secretario General de la División del Yangtsé del PCC para los asuntos del Frente Unido con el Kuomintang en Wuhan, lo que significó que Wang había dejado la base de poder en Yan'an, lo que permitía a Mao usar todos los medios para fortalecer su posición de poder sin ninguna interferencia.

## Declive
En su batalla contra el Imperio de Japón, el Kuomintang sufrió grandes pérdidas debido a la corrupción interna, a la incompetencia en el mando militar, a sus suministros y logísticas caducos, y a la fuerza general del ejército japonés. Como firme partidario del Frente Unido, Wang vio su imagen dañada por los fallos del KMT en el campo de batalla, mientras que los comunistas bajo Mao prácticamente no se enfrentaron a los japoneses en ninguna batalla significativa. Tras las derrotas del Kuomintang en Xuzhou y Wuhan, en 1938, Wang sufrió un gran contrariedad cuando la División del Yangtsé fue abolida y él mismo despedido de vuelta a Yan'an. Yanan fue dividido entre las Divisiones de China del Sur y de las Llanuras Centrales, lideradas por Zhou Enlai y Liu Shaoqi respectivamente. Esto era parte del plan de Mao para romper la alianza entre Wang y Zhou, y promover a su socio Lu. Wang fue reclamado en Yanan en espera de su destino.
Wang fue reasignado a varias tareas ceremoniales insignificantes, siendo además privado por Mao de su autoridad de usar propaganda, impidiéndole publicar sus opiniones y artículos. Con la disolución del Comintern en 1941, Wang perdió toda esperanza de salvar su vida política. En 1942, Mao lanzó el movimiento zhengfeng o «Rectificatión» contra el dogmatismo y el empirismo, siendo Wang el máximo exponente del dogmatismo y Zhou el del empirismo. Aunque Wang experimentó una gran humillación, era todavía afortunado de haber escapado de torturas similares a las infligidas por la policía secreta de Kang Sheng a otros miembros del PCC. En su libro 50 años del PCC y del Diario de Yanan, escrito por un periodista de la Unión Soviética, Wang acusó a Mao de haber conspirado para envenenarle. Aunque hay desacuerdos sobre esta acusación, la salud de Wang resultó ciertamente dañada bajo esta presión.
En las últimas etapas de la campaña Zhengfeng, Wang tuvo que anunciar su confesión y pedir perdón en una reunión pública. Fue solo tras recibir un telegrama de Georgi Dimitrov que Mao detuvo su persecución. Como una muestra de vasallaje y acuerdo con Dimitrov (y la Unión Soviética detrás de él), Mao situó a Wang en el Comité Central del 7.º Congreso Nacional del PCC. Finalmente, al disminuir la credibilidad y la influencia de Wang, los líderes de Moscú comenzaron a reconocer el liderazgo de Mao. Durante el periodo de la guerra civil china, Wang fue nombrado director de investigación política del PCC y responsable de algún trabajo insignificante legislativo.

## De Pekín a Moscú
Fue solo tras el establecimiento de la República Popular de China en 1949, que Wang reapareció de las sombras al escenario político. Fue elegido Director del Comité Central Legal del PCC y del Gobierno Central del Pueblo. Antes de ser elegido Comisionado del Comité Central en el 8.º Congreso Nacional del PCC en 1956, Wang se marchó a Moscú a recibir tratamiento médico y nunca volvió.
Wang escribió muchos artículos denunciando al PCC durante el conflicto entre el PCC y el Partido Comunista de la Unión Soviética en las décadas de 1960 y 1970. Sus memorias proveen de cierta información útil sobre la historia del PCC. Vivió en paz hasta su muerte en 1974 en Moscú.